# Loughscur
Loughscur (lokal auch Dermot and Grania's Bed genannt) ist vermutlich ein zusammengebrochenes Portal Tomb. Es liegt in der Nähe von Keshcarrigan, weniger als 300 m südlich des Sees Loughscur im County Leitrim in Irland. 
Der Status der Anlage am Loughscur ist umstritten. Meist als Portalgrab oder als die Reste einer abgebrochenen Steinspaltung interpretiert, ist es möglicherweise auch ein zerstörtes Wedge Tomb.
Die Megalithanlage ist 1,45 m hoch, 3,70 m breit und insgesamt 10,5 m lang (was für ein Wedge Tomb spricht). Der Eingang befindet sich im Süden. Konstruiert aus Kalkstein ragen die zerteilten Überreste eines enormen Decksteins von etwa 4,5 × 3,0 m (der für ein Portal Tomb spricht) und zwei Orthostaten von jeweils etwa 1,2 m Höhe heraus. Der Deckstein ist in vier Teile zerbrochen. Etwa sieben Meter nördlich der Anlage liegen zwei größere Steine, einer steht aufrecht und ist etwa einen Meter hoch.